# 叶恭绍
叶恭绍（1908年11月7日—1998年4月5日），女，生于江西九江，籍贯广东番禺，预防医学家，儿童少年卫生专家，九三学社社员、中央委员、顾问，第六、七届全国政协常务委员，曾任北京大学医学院、北京医学院教授。

## 生平
1908年11月7日，叶恭绍生于江西九江一户官僚家庭。叶恭绍籍贯广东番禺，祖籍浙江余姚，是宋代名士叶梦得后人，祖父叶衍兰是咸丰六年（1856年）进士，父亲叶佩玱是光绪十四年（1888年）顺天府举人。起初叶恭绍的父辈不愿女性接受过多教育，后来在二哥叶恭绰的支持下，叶恭绍接收了新式教育。1927年，叶恭绍毕业于天津中西女子中学，考入南开大学。1929年，叶恭绍转入燕京大学医预科学习。1930年，叶恭绍考入北平协和医学院。1935年，叶恭绍从北平协和医学院毕业，获医学博士学位。
1935年10月，叶恭绍和黄祯祥结婚。毕业后，叶恭绍在北平协和医学院任助教、讲师，主讲妇婴卫生课，并在北平第一卫生事务所开展婴幼保健工作。1941年，太平洋战争爆发，叶恭绍担任北平市第一卫生事务所妇幼卫生组长，继而在迁往重庆歌乐山的中央卫生实验院担任实用营养组主任。抗战胜利后，叶恭绍于1946年回到北平，转入中央卫生实验院北平分院，创办了妇婴保健所，并开办了孕妇花柳病门诊。1947年秋，叶恭绍赴美国考察。1948年秋，叶恭绍回国。
1950年，卫生部派叶恭绍到北京大学医学院协助严镜清教授创办卫生系，叶恭绍任副主任。文革期间，叶恭绍被打成反动学术权威，她领导的北京医学院妇幼卫生教研组被解散，科研资料被烧段，叶恭绍本人也被下放到北京密云县农村接受贫下中农再教育。1976年，文革结束，在叶恭绍呼吁下，被下放到甘肃11年的10名研究人员在1980年被调回北京，北京医学院公共卫生系也得以恢复，叶恭绍再任副主任。1982年7月，北京医学院儿童青少年卫生研究所成立，叶恭绍任名誉所长。1998年4月5日18时20分，叶恭绍病逝于北京。

## 成就
叶恭绍是中国儿童少年卫生学的奠基人之一，北京大学儿童少年卫生研究所的创始人，为中国预防医学、医学教育和儿童少年卫生学的发展做出了贡献。